# Nameisis
Nameisis o Namejs (anche Nameise o Nameyxe; XIII secolo – dopo il 1281) è stato un duca della Semigallia attivo nella seconda metà del XIII secolo.
Governò nella parte occidentale di Semigallia, con capitale a Tērvete. Della sua vita si sa molto poco, essendo menzionato solo nella Cronaca rimata della Livonia e in alcuni documenti del XIV secolo. Per questo motivo, a volte viene indicato come sovrano semi-leggendario nella storiografia lettone.

## Biografia
Nameisis viene menzionato per la prima volta nel 1272 tra i nobili semgalli che firmarono un trattato di pace con i cavalieri di Livonia (un ordine religioso cavalleresco) e l'arcivescovo di Riga.
Nel 1279, dopo la sconfitta dei crociati nella battaglia di Aizkraukle, Nameisis guidò una rivolta del suo popolo contro i crociati. A tal scopo, strinse un'alleanza con Traidenis, granduca di Lituania, e riuscì a sconfiggere la guarnigione di Livonia nel castello di Tērvete. In breve tempo, i semgalli espugnarono altri castelli e i crociati furono costretti a lasciare Semigallia, ad eccezione della fortezza di Mežotne.
Nell'estate del 1279, i crociati fecero diversi tentativi per riconquistare le posizioni perdute. Saccheggiarono le terre intorno a Dobele e Tērvete, ma non furono in grado di conquistare i castelli. Nell'autunno del 1280, Nameisis attaccò Riga, la principale roccaforte dei crociati. L'attacco fallì, in quanto i difensori riuscirono a convocare una grande forza dei loro alleati letgalli e ad allestire posizioni difensive di fronte alla città. Tuttavia, i semigalli riuscirono a catturare diversi prigionieri, incluso il maresciallo dell'ordine che fu inviato dal duca Traidenis e, infine, ucciso a Kernave.
Nel 1281, l'esercito di Livonia assaltò nuovamente il castello di Dobele, ma nonostante l'ausilio dei lituani ne uscì sconfitto. In autunno, un esercito crociato molto numeroso (circa 14 000 uomini) prese di mira Tērvete servendosi di macchine da guerra. I semigalli non furono in grado di resistere a una tale forza e Nameisis firmò un nuovo trattato di pace con l'ordine di Livonia. Ai sensi del documento, i semgalli furono costretti a pagare un tributo e ad accettare giudici tedeschi, pur preservando i loro castelli e terre.
Dopo il trattato, Nameisis andò in Lituania per combattere i crociati a Cristburgo, in Prussia orientale insieme al duca Traidenis. Poiché non si fa menzione di Nameisis a seguito di tale evento, si presume che morì in quell'occasione.